# Mesterholdenes Europa Cup i håndbold 1975-76 (mænd)
Mesterholdenes Europa Cup i håndbold 1975–76 for mænd var den 16. udgave af Mesterholdenes Europa Cup i håndbold for mænd. Turneringen havde deltagelse af 22 klubhold, som sæsonen forinden var blevet nationale mestre, og den blev afviklet som en cupturnering, hvor opgørene til og med semifinalerne blev afgjort over to kampe (ude og hjemme), mens finalen blev afgjort i én kamp.
Turneringen blev vundet af RK Borac Banja Luka fra Jugoslavien, som i finalen på hjemmebane i Banja Luka besejrede Fredericia KFUM fra Danmark med 17-15. Det var første gang at RK Borac Banja Luka vandt Mesterholdenes Europa Cup, men holdet havde året før tabt i Europa Cup-finalen.

## Resultater

### 1/16-finaler
| Dato   | Dato   | Hjemmehold i 1. kamp | Udehold i 1. kamp       | Resultat | Resultat | Resultat |
| 1.kamp | 2.kamp | Hjemmehold i 1. kamp | Udehold i 1. kamp       | Samlet   | 1.kamp   | 2.kamp   |
| ------ | ------ | -------------------- | ----------------------- | -------- | -------- | -------- |
| -      | -      | SL Benfica           | BC Calpisa Alicante     | w.o.     | -        | -        |
| ?      | ?      | Volani Rovereto      | Hapoel Redhovot         | ?–?      | ?-?      | ?-?      |
| 11.10. | ?      | HV Sittardia         | Fola Esch               | 31–23    | 16-10    | 15-13    |
| 17.10. | 18.10. | IK Fredensborg       | Kyndil                  | 44–18    | 22-7     | 22-11    |
| ?      | ?      | Birkenhead HC        | KV Sasja                | ?–?      | ?-?      | ?-?      |
| ?      | ?      | Union Krems          | Grasshopper-Club Zürich | ?–?      | ?-?      | ?-?      |

### 1/8-finaler
| Dato   | Dato   | Hjemmehold i 1. kamp | Udehold i 1. kamp       | Resultat | Resultat | Resultat |
| 1.kamp | 2.kamp | Hjemmehold i 1. kamp | Udehold i 1. kamp       | Samlet   | 1.kamp   | 2.kamp   |
| ------ | ------ | -------------------- | ----------------------- | -------- | -------- | -------- |
| ?      | ?      | RK Borac Banja Luka  | CH Bratislava           | ?–?      | ?-?      | ?-?      |
| 2.12.  | 4.12.  | BC Calpisa Alicante  | Hapoel Rechovot         | 45–26    | 21-14    | 24-12    |
| 23.11. | 8.12.  | KF Vikingur          | VfL Gummersbach         | 28–40    | 16-19    | 12-21    |
| ?      | ?      | HV Sittardia         | WKS Slask Wroclaw       | 30–40    | 17-17    | 13-23    |
| 16.11. | ?      | Sportist Kremikovtzi | Grasshopper-Club Zürich | 36–34    | 26-21    | 10-13    |
| ?      | ?      | HK Drott Halmstad    | IK Fredensborg          | ?–?      | ?-?      | ?-?      |
| ?      | ?      | Sparta IF            | KV Sasja                | 37–21    | 21-6     | 16-15    |
| ?      | ?      | SMUC                 | Fredericia KFUM         | ?–?      | ?-?      | ?-?      |

### Kvartfinaler
| Dato   | Dato   | Hjemmehold i 1. kamp | Udehold i 1. kamp    | Resultat | Resultat | Resultat |
| 1.kamp | 2.kamp | Hjemmehold i 1. kamp | Udehold i 1. kamp    | Samlet   | 1.kamp   | 2.kamp   |
| ------ | ------ | -------------------- | -------------------- | -------- | -------- | -------- |
| 8.1.   | 18.1.  | RK Borac Banja Luka  | BC Calpisa Alicante  | 41–34    | 28-21    | 13-13    |
| 4.1.   | ?      | WKS Slask Wroclaw    | VfL Gummersbach      | 33–35    | 22-15    | 11-20    |
| ?      | 22.1.  | IK Fredensborg       | Sportist Kremikovtzi | 34–33    | 20-14    | 14-19    |
| 4.1.   | ?      | Fredericia KFUM      | Sparta IF            | 42–31    | 26-11    | 16-20    |

### Semifinaler
| Dato   | Dato   | Hjemmehold i 1. kamp | Udehold i 1. kamp | Resultat | Resultat | Resultat |
| 1.kamp | 2.kamp | Hjemmehold i 1. kamp | Udehold i 1. kamp | Samlet   | 1.kamp   | 2.kamp   |
| ------ | ------ | -------------------- | ----------------- | -------- | -------- | -------- |
| ?      | 10.3.  | RK Borac Banja Luka  | VfL Gummersbach   | 31–29    | 15-13    | 16-16    |
| ?      | ?      | Fredericia KFUM      | IK Fredensborg    | 43–33    | 21-16    | 22-17    |

### Finale
Finalen blev spillet i Banja Luka, Jugoslavien.
| Dato  | Vinder              | Finalist        | Res.  | Pause |
| ----- | ------------------- | --------------- | ----- | ----- |
| 11.4. | RK Borac Banja Luka | Fredericia KFUM | 17–15 | 11-7  |